# Cerbí
Cerbí ist ein Dorf der Gemeinde La Guingueta d’Àneu in Spanien. Es liegt auf einer Höhe von etwa 1440 Metern über dem Meeresspiegel im Valle de Sant Martí in Katalonien. Das Verwaltungszentrum der Gemeinde La Guingueta d’Àneu liegt etwa sieben Kilometer südlich von Cerbi.